# Carol Frost
Carol Frost (nascida em 1948) é uma poetisa americana. Frost pPublicou várias coleções de poesia, realizou várias residências de ensino, e é a fundadora e diretora da Catskill Poetry Workshop em Hartwick College. Seu trabalho já apareceu em quatro antologias do Pushcart Prize.
Frost nasceu em Lowell, Massachusetts, e mais tarde se formou pela Universidade do Estado de Oneonta e Syracuse University, depois de estudar na Sorbonne, em Paris. A autora recebeu subsídios do National Endowment for the Arts e é a vencedora do Pushcart Prize. Sua poesia tem sido elogiado por sua "profundas camadas de observação" e sua "abordagem enciclopédica".
Frost escreve em intensas rajadas de, pelo menos, três semanas depois de passar várias semanas ou meses sem escrever. Depois de sua rajadas de escrita, gosta de caminhar ou navegar. Como professora, foi residente no Vermont Studio Center e ensinou na Universidade de Washington e na Universidade Estadual de Wichita. Frost também foi uma poeta visitante na Universidade de Wollongong, na Austrália.